# Mafia: The Old Country
Mafia: The Old Country é um jogo eletrônico de ação e aventura desenvolvido pela Hangar 13 e publicado pela 2K . foi lançado para Microsoft Windows, Xbox Series X/S e PlayStation 5 em 8 de agosto de 2025. Apesar de ser o quarto jogo da série Mafia o jogo se ambientará na Sicília, no ano de 1904.

## Sinopse

### Contexto
A história vai se passar na Sicília, na década de 1900, em uma cidade fictícia chamada San Celeste, que já havia sido citada em Mafia II. Será baseado nas origens da Máfia.

## Lançamento
O anúncio do jogo foi feito por um trailer de revelação na Gamescom 2024 na Alemanha . O lançamento está previsto para 2025 para PlayStation 5, Xbox Series X e Series S e Microsoft Windows.